# 尖果南芥
尖果南芥（学名：Arabis attenuata）为十字花科南芥属下的一个种。

## 扩展阅读
- 維基物種上的相關：尖果南芥